# Valea lui Darie
Valea lui Darie – wieś w Rumunii, w okręgu Vaslui, w gminie Roșiești. W 2011 roku liczyła 623 mieszkańców.